# Dớn đen
Dớn đen hay còn gọi là cây vót, tóc thần lá quạt, (danh pháp khoa học: Adiantum flabellulatum) là một loài thực vật có mạch trong họ Adiantaceae. Loài này được L. miêu tả khoa học đầu tiên năm 1753.